# Титов, Михаил Моисеевич
Михаил Моисеевич Титов — советский и украинский режиссёр-аниматор и художник-аниматор.

## Биография
Окончил Украинский полиграфический институт им. И. Фёдорова (1978) и курсы художников-аниматоров при «Киевнаучфильме» (1970). С 1983 — режиссёр.

## Фильмография

### Режиссёр
- «Встреча» (1984)
- «Сражение» (1986)
- «Страшная месть» (1987)
- «Ерик» (1989)
- «Крокодил» (1991)
- «Отелло» из сборника миниатюр «Мы — мужчины!» (1992)

### Сценарист
- «Сражение» (1986)
- «Страшная месть» (1987)
- «Ерик» (1989)
- «Крокодил» (1991)
- «Отелло» из сборника миниатюр «Мы — мужчины!» (1992)

### Художник-аниматор
- «Несмышлёный воробей» (1970)
- «Как казаки в футбол играли» (1970)
- «Мальчик и облако» (1970)
- «Вокруг света поневоле» (1972)
- «Парасолька на охоте» (1973)
- «Почему у ёлочки колючие иголочки» (1973)
- «Тайна Страны Земляники» (1973)
- «Зелёная пилюля» (1974)
- «Кот Базилио и мышонок Пик» (1974)
- «Мальчик с уздечкой» (1974)
- «Что на что похоже» (1974)
- «История с единицей» (1975)
- «Как казаки соль покупали» (1975)
- «Парасолька и автомобиль» (1975)
- «Салют» (1975)
- «Лесная песнь» (1976)
- «Как кошечка и собачка мыли пол» (1977)
- «Лисичка со скалочкой» (1977)
- «Приключения кузнеца Вакулы» (1977)
- «Сказка об Иване, пане и злыднях» (1977)
- «Вожак» (1978)
- «Как казаки олимпийцами стали» (1978)
- «Кто получит ананас?» (1978)
- «Сказка про Чугайстра» (1978)
- «Золоторогий олень» (1979)
- «Как казаки мушкетёрам помогали» (1979)
- «Золотая липа» (1980)
- «Капитошка» (1980)
- «Парасолька в цирке» (1980)
- «Пирог со смеяникой» (1980)
- «Партизанская снегурочка» (1981)
- «Алиса в Стране чудес» (1981)
- «Алиса в Зазеркалье» (1982)
- «Ба-буш-ка» (1982)
- «Башмачки» (1982)
- «Дождик, дождик, пуще!» (1982)
- «Как казаки инопланетян встречали» (1983)
- «Миколино богатство» (1983)
- «Про мышонка, который хотел стать сильным» (1983)
- «Как казаки на свадьбе гуляли» (1984)
- «Девочка и зайцы» (1985)
- «Иванко и вороний царь» (1985)
- «Солнышко и снежные человечки» (1985)
- «Находка» (1986)
- «Каменный век» (1987)
- «Окно» (1987)
- «Чудосея» (1987)
- «Остров сокровищ» (1988)
- «Сталинградская битва» (1988)
- «Ерик» (1989)
- «Отелло» из сборника миниатюр «Мы — мужчины!» (1992)
- «DIG SQUAD. Фильм первый» (1993)
- «Как казаки в хоккей играли» (1995)
- «Себастьян» (2013)